# David Chevallier
Pour les articles homonymes, voir Chevallier.
David Chevallier est un guitariste et compositeur français de jazz et musique classique né en 1969.

## Biographie
David Chevallier suit des études de guitare classique avant de s'intéresser au jazz en autodidacte. Il est repéré au sein de l'orchestre Tous Dehors de Laurent Dehors, ainsi que dans le Caratini Jazz Ensemble, de Patrice Caratini.
Chevallier s'intéresse en particulier au dialogue et au métissage entre le jazz et d'autres formes d'arts,. En premier lieu la musique classique, avec ses projets autour de Carlo Gesualdo et de John Dowland, mais aussi la danse. Il participe ainsi à sa manière à une réappropriation de la musique classique dans le jazz.
En 2003, il crée SonArt, sa propre compagnie musicale.

## Discographie
- 1992 Migration, Adda
- 1997 (music is a) Noisy Business, Deux Z
- 2004 Pyromanes, Label Ouïe
- 2005 The Rest is Silence, label Ouïe
- 2010 Gesualdo Variations, Zig-Zag Territoires[6]
- 2013 Dowland - A Game of Mirrors, Carpe Diem Records
- 2013 Is That Pop Music ?!?, Cristal Records
- 2015 Standards & Avatars, Cristal Records[1]
- 2017 Second Life, Cristal Records
- 2018 Zèbres avec Valentin Ceccaldi (de), Ayler Records (nl)
- 2022 Curiosity, Yolk records

### Commesideman
- 1996 : Dans la rue, Tous Dehors
- 1998 : Dentiste, Tous Dehors
- 2021 : Onze Heures Onze Orchestra, vol. III, Onze Heures Onze
- 2021 : Onze Heures Onze Orchestra, vol. IV, Onze Heures Onze